# Rigidoporus aureofulvus
Rigidoporus aureofulvus är en svampart som först beskrevs av Lloyd, och fick sitt nu gällande namn av P.K. Buchanan & Ryvarden 1988. Rigidoporus aureofulvus ingår i släktet Rigidoporus och familjen Meripilaceae.   Inga underarter finns listade i Catalogue of Life.